# Штанько, Лариса Григорьевна
Лари́са Григо́рьевна Штанько́ (род. 30 марта 1939, Павловская, Краснодарский край) — советская и российская оперная певица (колоратурное сопрано), исполнительница романсов. Заслуженная артистка РСФСР (1983). Доцент Московского педагогического государственного университета (МПГУ).
В лучшие годы своей творческой карьеры — ведущая солистка Московского академического Музыкального театра имени Станиславского и Немировича-Данченко.

## Биография
Лариса Штанько родилась 30 марта 1939 года в станице Павловской Краснодарского края в семье служащих. Через некоторое время семья Штанько переехала в Кропоткин. Здесь Лариса окончила семилетку в женской школе № 44, а затем три года училась в школе № 45.
Лариса начала петь с раннего возраста. Родители и родственники, тоже любители песни, просили дочь исполнить номер на семейных праздниках. Об этом Лариса Григорьевна рассказывала следующее:
Я была с детства стеснительной и замкнутой, но в то же время очень артистичной. И постоянно мне приходилось выступать перед людьми не только дома, но и в школе — перед большими аудиториями. На сцене я раскрепощалась.
Свой репертуар она брала из радиопередач. В доме работала радиотарелка, из которой постоянно лилась музыка.
У Ларисы «от природы, кроме красивого голоса, был ещё и абсолютный музыкальный слух, она могла схватить мелодию оперной арии с первого раза».
В начальных классах педагог Ларисы Мария Фёдоровна Нефёдова высоко оценила её пение. В старших классах пианист-аккомпаниатор школьного хора Татьяна Викторовна Туварджиева начала серьёзно заниматься музыкой со Штанько. Лариса разучила с учительницей знаменитый романс Александра Алябьева «Соловей». Этот романс стал визитной карточкой юной певицы — ни одно торжество в Кропоткине не обходилось без её исполнения «Соловья».
В 1964 году окончила учёбу во всемирно известной Московской государственной консерватории имени П. И. Чайковского в классе народной артистки СССР, выдающегося музыканта и педагога Нины Львовны Дорлиак.
В 1967 году Лариса Штанько поступила в труппу Куйбышевского театра оперы и балета (ныне Самарский театр оперы и балета) в качестве солистки.
С 1969 по 1971 год — солистка Свердловского театра оперы и балета (ныне Екатеринбургский театр оперы и балета).
С 1971 по 1977 год — солистка Казахского театра оперы и балета (Казахский национальный театр оперы и балета имени Абая).
С 1977 года — солистка Московского академического Музыкального театра имени Станиславского и Немировича-Данченко. Она «сразу покоряет публику своим великолепным, ярким, колоратурным сопрано».
Лариса Штанько за свою творческую жизнь исполнила все самые главные партии в операх. Среди театральных работ Л. Г. Штанько можно отметить Иоланту («Иоланта» Петра Ильича Чайковского), Розину («Севильский цирюльник» Джоаккино Россини), Манон («Манон Леско» Джакомо Пуччини), Констанцию («Похищение из сераля» Вольфганга Амадея Моцарта), Микаэла («Кармен» Жоржа Бизе), Золотой петушок («Золотой петушок» Николая Андреевича Римского-Корсакова), Клару («Порги и Бесс» Джорджа Гершвина), Русалка («Майская ночь» Николая Андреевича Римского-Корсакова), Арсена («Цыганский барон» Иоганна Штрауса) и многие другие.
На заре своей музыкальной карьеры Лариса Штанько исполняла арии с тенором Иваном Семёновичем Козловским и другими оперными звёздами. Принимала участие в спектаклях Большого театра, театра «Комише опер» (Берлин) и других театров. Гастролировала в составе Музыкального театра в Австрии, Бельгии, Германии, Норвегии и США. Выступала с лучшими симфоническими оркестрами России под руководством таких дирижёров как Евгений Светланов, Дмитрий Китаенко, Владимир Федосеев и Вероника Дударова.
31 октября 1983 года Ларисе Григорьевне Штанько было присвоено звание Заслуженной артистки РСФСР.
Певица рассказывала:
Моя судьба никогда не была лёгкой. Зато я спела за свою жизнь всё, о чем мечтала. Наверное, это и есть счастье. И ещё счастье в том, что есть возможность заниматься любимым делом — пением.

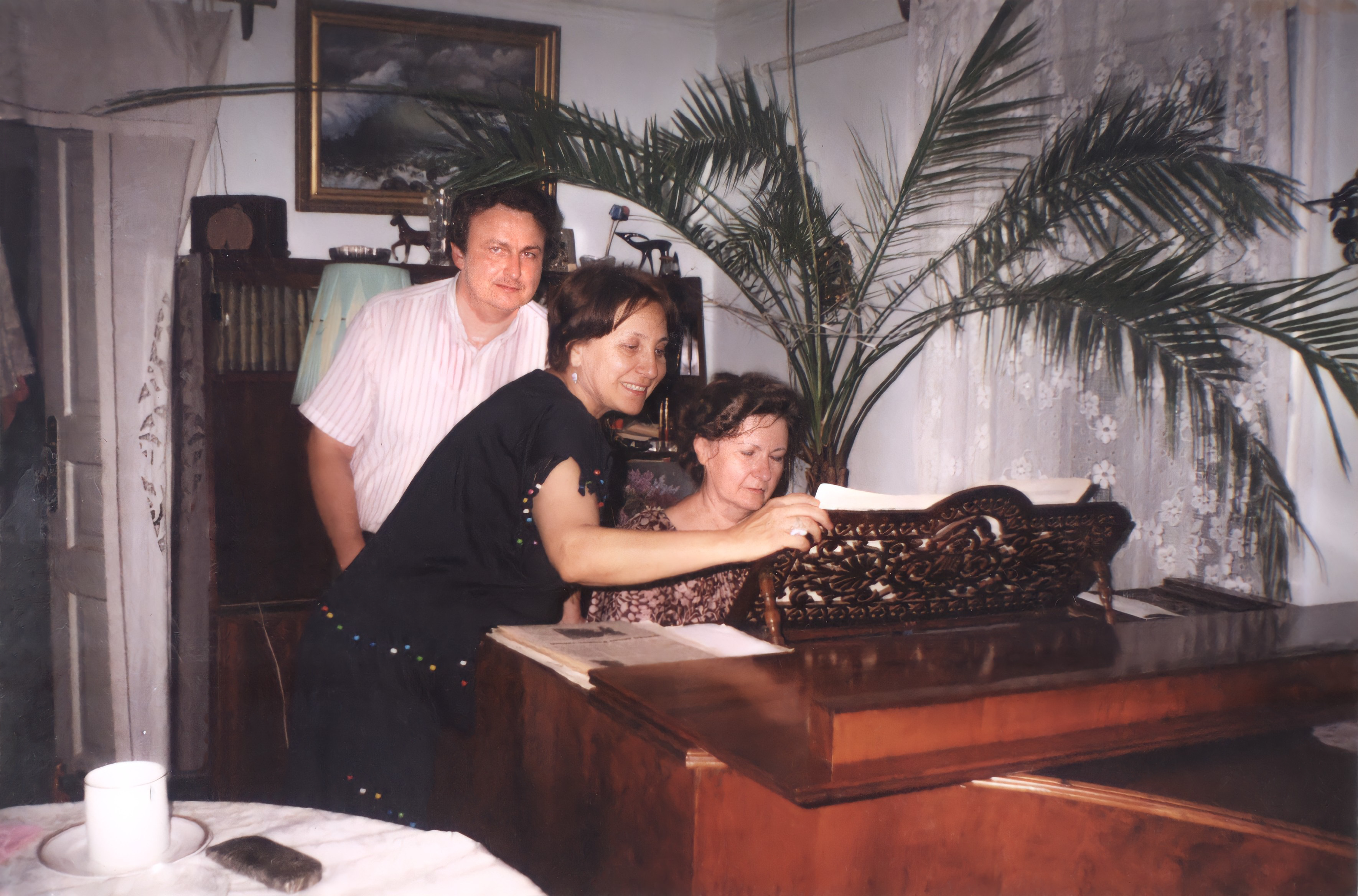
Заслуженная артистка РСФСР Лариса Штанько (в центре) с друзьями Ниной Дугиной и Евгением Молодыко. Кропоткин, 2001 год

30 марта 2002 года Музыкальный театр им. Станиславского и Немировича-Данченко отметил 25-летие работы в театре певицы Ларисы Штанько спектаклем «Севильский цирюльник» Джоаккино Россини в постановке Константина Станиславского. В этот торжественный вечер Лариса Штанько исполнила партию юной Розины. 18 апреля 2008 года состоялась программа «Оперный театр с Александром Водопьяновым», в которой приняла участие Лариса Штанько и московский композитор и дирижёр Анатолий Кремер.
Л. Г. Штанько записала и выпустила несколько компакт-дисков. Первый диск получил название «Метафора», в него включены романсы и популярные арии из самых лучших опер и блестящих оперетт. Второй диск под названием «Музыка и цветы» представляет собой самобытный проект, приуроченный к 125-летию Государственного Исторического Музея. За эту творческую работу вокалистка была удостоена звания «Магистр красоты».
Ещё один диск Ларисы Штанько получил поэтичное название «Волшебный сад». В нём певица обращается к творчеству трёх великих русских композиторов Михаила Глинки, Петра Чайковского и Сергея Рахманинова, чьи романсы — «подлинные музыкальные жемчужины». Донести прелесть романса непросто, но певица «блестяще справляется с этой задачей, раскрывая богатство музыкальной и поэтической палитры каждого произведения, используя не только своё уникальное по красоте лирико-колоратурное сопрано, но и неподдельную искренность и тонкое чувствование души».